# Picea brachytyla var. complanata
Picea brachytyla var. complanata W.C.Cheng ex Rehder, 1940, è una varietà naturale di P. brachytyla appartenente alla famiglia delle Pinaceae, endemica della Cina (Xizang, Yunnan e Sichuan), dell'India (Arunachal Pradesh).

## Etimologia
Il nome generico Picea, utilizzato già dai latini, potrebbe, secondo un'interpretazione etimologica, derivare da Pix picis = pece, in riferimento all'abbondante produzione di resina. Il nome specifico brachytyla deriva dalle parole greche brachy = corto e tylo = grumi sporgenti, e fa riferimento ai piccoli pulvini sui virgulti. L'epiteto complanata deriva dal latino (appiattito, spianato), e si riferisce alla forma caratteristica della parte apicale dei macrosporofilli dei coni.

## Descrizione
Questa varietà si distingue da P. brachytyla per i coni immaturi di colore rosso o marrone-porpora, lunghi 8-15 cm e larghi 3,5-5 cm; hanno macrosporofilli di forma obovata-oblunga, con parte apicale caratteristicamente arrotondata o troncata, con margini superiori ricurvi.

## Distribuzione e habitat
Vegeta in alta montagna dai 1600 ai 3800 m di quota in foreste miste di conifere, mai numerosa e raramente in formazioni pure, su pendii e nelle valli fluviali in alta quota.

### Sinonimi
Sono riportati i seguenti sinonimi:
- Picea ascendens Patschke
- Picea brachytyla var. ascendens (Patschke) Silba
- Picea brachytyla subsp. ascendens (Patschke) Silba
- Picea brachytyla subsp. complanata (Mast.) Silba
- Picea complanata Mast.

## Usi
Il suo legno è di buona qualità e utilizzato per diverse lavorazioni.

## Conservazione
Ha un areale molto frammentato e ancora soggetto a forte sfruttamento economico; si stima che la riduzione di popolazione sia di circa il 30% nel corso di un secolo. Viene pertanto classificata come Specie vulnerabile nella Lista rossa IUCN.